# Veurne
Veurne (in fiammingo Veurn, in francese Furnes) è un comune belga di 11 396 abitanti, situato nella provincia fiamminga delle Fiandre Occidentali.

## Storia

### Origini e Medioevo
Veurne appare per la prima volta in un documento di epoca romana che la cita come Furna. Appare una seconda volta nell'877 come Furnae per nominare una proprietà dell'Abbazia di San Bertino di Saint-Omer. 
Nel IX secolo Veurne è un borgo che viene fortificato in seguito alle incursioni normanne. Ben presto, grazie all'alleanza stretta col conte di Fiandra, diviene capoluogo di un vasto territorio che conta 42 parrocchie.
Nel XII Veurne ricevette il Titolo di città che le permise un notevole sviluppo economico. Infatti col fiorire dei commerci fra le Fiandre e l'Inghilterra, Veurne, insieme ad altre città fiamminghe, s'affilia all'Hansa di Londra.
Ma con la fine delle relazioni anglo-fiamminghe nel 1270 l'economia cittadina declina.
Il 20 agosto 1297 Veurne fu teatro di una battaglia nelle lotte incessanti fra le città fiamminghe e il Re di Francia. Le chiese principali risalgono a questo periodo.

### Dal Rinascimento alla Rivoluzione
Nel XV secolo venne costruito un nuovo Municipio, oggi noto come Spaans Paviljoen (Padiglione degli Ufficiali spagnoli) in quanto utilizzato nel XVII come quartier generale militare. 
Gran parte degli edifici amministrativi della città venne rifatta sotto la dominazione spagnola, intorno al 1600, durante il regno prospero di Alberto d'Austria e Isabella Clara Eugenia d'Asburgo.
La celebre e caratteristica Processione dei Penitenti venne organizzata la prima volta nel 1637 dai Norbertini. 
Tuttavia la seconda metà del Secolo sarà marcata dalle dure guerre di espansione di Luigi XIV di Francia e dalle devastazioni della Guerra di successione spagnola. 
Sébastien Le Prestre de Vauban costruì imponenti fortificazioni intorno alla città le cui tracce restano ancoraggi visibili. Questi bastioni permisero alle Diciassette Province di mantenere Veurne come piazzaforte nel Secondo trattato della Barriera.
L'imperatore Giuseppe II d'Asburgo-Lorena venne a Veurne il 10 giugno 1781 e nel principio delle sue riforme abolì numerose istituzioni religiose e mise fine alla Processione dei Penitenti; ma Leopoldo II la ripristinò nel 1790.
Durante la Rivoluzione francese la città fu presa il 31 maggio 1793 dall'Armée du Nord. I pochi conventi rimasti aperti, vennero chiusi sotto l'occupazione francese.

### Storia contemporanea
Durante la prima guerra mondiale Veurne fu la sola città belga a non esser occupata dai Tedeschi, e dal mese di ottobre del 1914 il re Alberto I del Belgio vi installò il suo quartier generale.
Il 22 ottobre 1919, il Comune di Veurne venne insignito della Croix de guerre 1914-1918.

## Monumenti e luoghi d'interesse
Il centro storico conserva notevoli edifici medievali-rinascimentali e molte case tradizionali fiamminghe dai tipici frontoni a gradoni. Fra i maggiori monumenti spiccano:
- Grote Markt. La Piazza del Mercato Grande è il fulcro della cittadina, dove si affacciano tutti i monumenti più importanti.
  - Stadhuis. Il Municipio sorge sul Grote Markt ed è un notevole esempio dell'architettura rinascimentale fiamminga. Eretto fra il 1596 e il 1612, presenta una bella facciata con doppio frontone e loggia.
  - Landhuis. Il Palazzo di giustizia sorge sul Grote Markt, è un bell'esempio di stile rinascimentale fiammingo che venne costruito dal 1613 al 1616 su progetto di Sylvain Bouillain.
  - Spaans Paviljoen. Il Padiglione degli Spagnoli, anch'esso sul Grote Markt, venne eretto come Municipio nel 1448. Poi con l'occupazione spagnola divenne la sede degli ufficiali asburgici.
  - Vleeshuis. Il Mercato delle Carni, sul Grote Markt, venne eretto come mercato coperto nel 1615.
- Beffroi. La torre civica si eleva dietro il Palazzo di Giustizia e domina la piazza principale. D'origine gotica venne sormontato da una cupoletta a bulbo nel 1628.
- Sint Walburgaskerk. La Chiesa di Santa Valpurga sorge appena dietro il Grote Markt, dominandolo con la sua massa in laterizio. È il maggiore edificio religioso della cittadina. Costruito in stile gotico fra il XIII e il XIV secolo, conserva notevoli opere d'arte.
- Sint Niklaaskerk. La Chiesa di San Nicola, dalla pesante torre-portico sulla facciata, risale al XV secolo.